# Stanislav Baláž
Stanislav Baláž (* 23. října 1964) je bývalý slovenský fotbalista, záložník.

## Fotbalová kariéra
V lize hrál za Slovan Bratislava, Duklu Banská Bystrica a FC Vítkovice. V lize nastoupil ke 195 utkáním a dal 28 gólů. Na závěr aktivní kariéry působil i v Kuvajtu.

## Ligová bilance
| Ročník                                   | Zápasy | Góly | Klub                  |
| ---------------------------------------- | ------ | ---- | --------------------- |
| 1. československá fotbalová liga 1983/84 | 25     | 0    | Slovan Bratislava     |
| 1. československá fotbalová liga 1984/85 | 13     | 2    | Dukla Banská Bystrica |
| 1. československá fotbalová liga 1985/86 | 30     | 6    | Dukla Banská Bystrica |
| 1. československá fotbalová liga 1986/87 | 28     | 3    | Dukla Banská Bystrica |
| 1. československá fotbalová liga 1987/88 | 30     | 3    | Dukla Banská Bystrica |
| 1. československá fotbalová liga 1988/89 | 27     | 7    | Dukla Banská Bystrica |
| 1. československá fotbalová liga 1989/90 | 19     | 5    | Dukla Banská Bystrica |
| 1. československá fotbalová liga 1990/91 | 15     | 1    | Dukla Banská Bystrica |
| 1. československá fotbalová liga 1991/92 | 6      | 1    | Dukla Banská Bystrica |
| 1. česká fotbalová liga 1993/94          | 2      | 0    | FC Vítkovice          |
| CELKEM 1. liga                           | 195    | 28   |                       |

## Trenérská kariéra
Po skončení aktivní kariéry trénoval ŠK Kremnička.